# Elżbieta York
Elżbieta York (ur. 11 lutego 1465 lub 1466 w Westminsterze, zm. 11 lutego 1503) – królowa Anglii od 1486 r. jako żona Henryka VII.
Jedyna królowa, która była jednocześnie córką, siostrą, bratanicą, żoną oraz matką króla Anglii.
Jedna z niewielu królewskich małżonek, które zapisały się w pamięci angielskich poddanych z przydomkiem dobrej królowej – dobra królowa Elżbieta.
Według tradycji wizerunek królowej Elżbiety jest pierwowzorem damy kier w angielskiej talii kart do gry.

## Dzieciństwo i młodość
Elżbieta była najstarszym dzieckiem króla Edwarda IV i Elżbiety Woodville. Małżeństwo jej rodziców wywołało skandal, ponieważ jej matka nie pochodziła z rodziny królewskiej. Związek jej rodziców stał się jedną z przyczyn konfliktu pomiędzy dotychczasowym doradcą króla Ryszardem Neville a Edwardem IV.
W 1470 r. na Anglię najechała Małgorzata Andegaweńska, która połączywszy swe siły z Ryszardem Neville oraz wujem Elżbiety Jerzym księciem Clarence, zamierzała strącić z tronu Edwarda IV. Elżbieta Woodville wraz ze swoją matką Jakobiną oraz trzema córkami: Elżbietą, Marią i Cecylią została zmuszona do schronienia się w Opactwie Westminsterskim. Tam na świat przyszedł następca tronu Anglii Edward V. W tym czasie król Edward IV i Anthony Woodville uciekli przez Niderlandy do Flandrii. Król Edward IV odzyskał władzę w połowie 1471 r.
W 1477 r. razem z matką i ciotką, Elżbietą York, księżną Suffolk została Damą Orderu Podwiązki. Po śmierci ojca w 1483 r. Elżbieta razem z młodszym rodzeństwem została uznana za nieślubne dziecko (Edward miał przed ślubem z Elżbietą ożenić się z lady Eleonorą Talbot) i odsunięta od dziedziczenia. Jej bracia – Edward V i Ryszard zaginęli (zginęli?) w niewyjaśnionych okolicznościach.
Na tron wstąpił jej stryj Ryszard III a Elżbieta wraz z matką i żyjącymi siostrami: Cecylią, Anną, Katarzyną i Brygidą schroniła się ponownie w Opactwie Westminsterskim. Około kwietnia 1484 r. Elżbieta Woodville pogodziła się z Ryszardem III w efekcie czego Elżbieta opuściła opactwo.
Kiedy w 1485 r. Ryszardowi zmarła żona Anna Neville, pojawiły się pogłoski, że Ryszard planuje ślub z Elżbietą.
Te plotki wzbudziły zaniepokojenie na kontynencie, gdzie przebywał Henryk Tudor, 2. hrabia Richmond, od 1471 r. kandydat stronnictwa Lancasterów na króla Anglii. Jego własne prawa do tronu były dość nikłe – jego matka, Małgorzata Beaufort, pochodziła od Jana, 1. hrabiego Somerset, nieślubnego syna Jana z Gandawy, młodszego syna Edwarda III. Hrabia Somerset został wprawdzie uznany za legalnego syna, ale odsunięty od dziedziczenia. Stąd, aby wzmocnić pretensje Henryka, jego zwolennicy zaplanowali małżeństwo pretendenta z Elżbietą, co pogodziłoby zwaśnione rody Lancasterów i Yorków. Dlatego Henryk po wstąpieniu na tron zatuszował sprawę nieprawomocności małżeństwa Edwarda IV i Elżbiety Woodville, gdyż to osłabiało jego i tak niezbyt mocną pozycję.
Tymczasem obawy Henryka okazały się płonne, ponieważ Ryszard nie miał raczej zamiaru poślubiać bratanicy. XVII-wieczny kronikarz sir George Buck twierdził jednakże, że widział list Elżbiety do księcia Norfolk, w którym deklarowała ona miłość do Ryszarda i chęć poślubienia króla. Jeśli korespondencja Elżbiety istniała jeszcze w XVII w., to później zaginęła. Nie wiadomo więc, na ile to wyznanie, jeśli list był autentyczny, można uznać za wyraz uczuć Elżbiety, a na ile za efekt działań jej matki, dążącej do wprowadzenia córki na tron, obojętnie przy boku jakiego króla.
Jeśli nawet istniały plany poślubienia Ryszarda przez Elżbietę, to Henryk Tudor je udaremnił. W sierpniu 1485 r. wylądował w Walii i 22 sierpnia, dzięki zdradzie w szeregach Ryszarda, wygrał bitwę pod Bosworth. Ryszard poległ, zaś Henryk koronował się w Westminsterze.

## Królowa Anglii

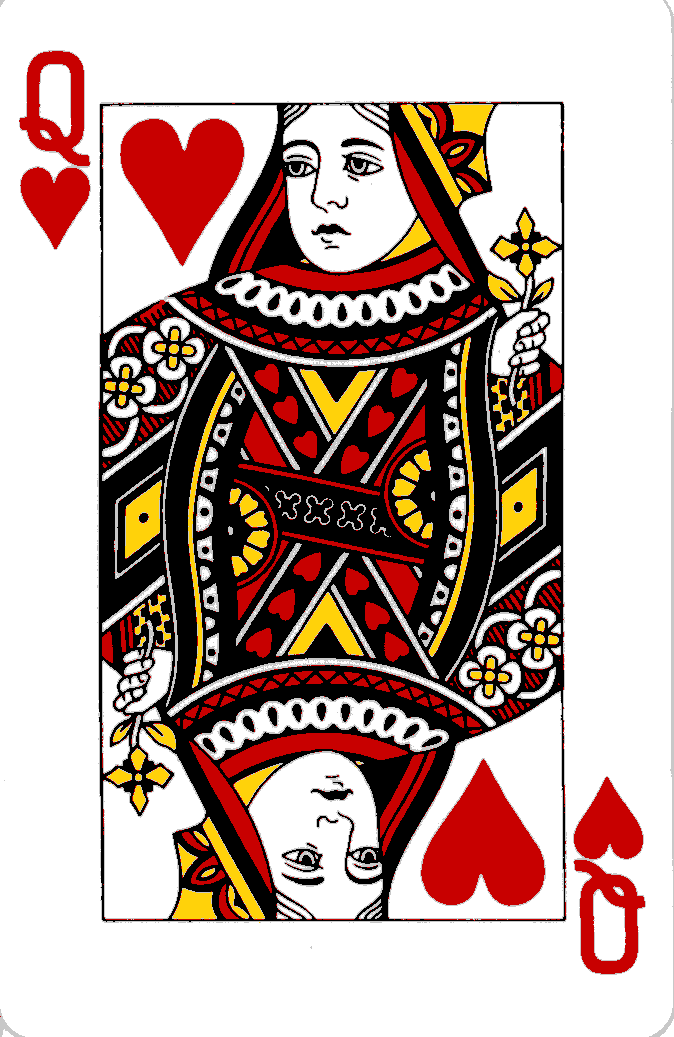
Według tradycji portret królowej Elżbiety posłużył za wzór damy kier w angielskiej talii karcianej

Nowy król zwlekał jednak z zawarciem małżeństwa i dopiero petycja Parlamentu doprowadziła do ślubu Henryka i Elżbiety 18 stycznia 1486, aczkolwiek Henryk dalej odwlekał koronację żony, która odbyła się dopiero 25 listopada 1487 Elżbieta Woodville nie brała udziału w tej uroczystości.
Ustawa, na mocy której Elżbieta i jej rodzeństwo zostały uznane za dzieci nieślubne, została uchylona przed zawarciem małżeństwa z Henrykiem VII.
Elżbieta nie miała wpływu na sprawy polityczne. Realna władza na dworze królewskim należała do matki króla, Małgorzaty Beaufort, co nie podobało się matce Elżbiety i m.in. to było przyczyną konfliktu pomiędzy Elżbietą Woodville a Henrykiem VII.
Królowa Elżbieta przebywała głównie w Greenwich, gdzie jej własnością była posiadłość Placentia. Była powszechnie uznawana za atrakcyjną, inteligentną, pełną wdzięku królową, która łagodziła spory w rodzinie.
W czerwcu 1492 r. zmarła Elżbieta Woodville, natomiast z powodu zaawansowanej ciąży Elżbieta nie wzięła udziału w skromnym pogrzebie swojej matki
Perkin Warbeck w latach 90. XV wieku podawał się za jej młodszego brata, księcia Ryszarda i zgłaszał swe pretensje do tronu Anglii jako ocalały syn Edwarda IV, natomiast nie zapytano królowej Elżbiety, czy rozpoznaje w nim swego brata.
Henryk i Elżbieta tworzyli raczej zgodne i szczęśliwe małżeństwo. Królowa regularnie zachodziła w ciążę, rodząc trzech synów i cztery córki. Ciosem dla królowej była śmierć najstarszego syna Artura w 1502 r. Elżbieta zmarła rok później w dniu swoich 37 urodzin, wskutek gorączki poporodowej, wkrótce po narodzinach ostatniego dziecka. Z natury skąpy Henryk wyprawił żonie wspaniały pogrzeb, godny królowej. Elżbieta została pochowana w katedrze westminsterskiej, w kaplicy zwanej Lady Chapel. W 1509 r. dołączył do niej król Henryk.

## Genealogia
Wywód przodków i potomstwo Elżbiety z Yorku według Charlesa Cawleya
| Ryszard, książę Yorku ur. 21 IX 1411 zm. 30 XII 1460 | Ryszard, książę Yorku ur. 21 IX 1411 zm. 30 XII 1460 |                                        |                                        | Cecylia Neville, hrabianka Westmorelandu ur. 3 V 1415 zm. 31 V 1495 | Cecylia Neville, hrabianka Westmorelandu ur. 3 V 1415 zm. 31 V 1495 |  |  | Ryszard Wydeville, hrabia Rivers ur. ok. 1405 zm. 12 VIII 1469 | Ryszard Wydeville, hrabia Rivers ur. ok. 1405 zm. 12 VIII 1469 |                                           |                                           | Jakobina Luksemburska ur. 1416-1417 zm. 30 V 1472 | Jakobina Luksemburska ur. 1416-1417 zm. 30 V 1472 |
|                                                      |                                                      |                                        |                                        |                                                                     |                                                                     |  |  |                                                                |                                                                |                                           |                                           |                                                   |                                                   |
|                                                      |                                                      |                                        |                                        |                                                                     |                                                                     |  |  |                                                                |                                                                |                                           |                                           |                                                   |                                                   |
|                                                      |                                                      | Edward IV ur. 28 IV 1442 zm. 9 IV 1483 | Edward IV ur. 28 IV 1442 zm. 9 IV 1483 |                                                                     |                                                                     |  |  |                                                                |                                                                | Elżbieta Woodville ur. 1437 zm. 8 VI 1492 | Elżbieta Woodville ur. 1437 zm. 8 VI 1492 |                                                   |                                                   |
|                                                      |                                                      |                                        |                                        |                                                                     |                                                                     |  |  |                                                                |                                                                |                                           |                                           |                                                   |                                                   |
|                                                      |                                                      |                                        |                                        |                                                                     |                                                                     |  |  |                                                                |                                                                |                                           |                                           |                                                   |                                                   |
|                                                      |                                                      |                                        |                                        |                                                                     |                                                                     |  |  |                                                                |                                                                |                                           |                                           |                                                   |                                                   |

|                                                       |                                                       | Henryk VII Tudor ur. 28 I 1457 zm. 21 IV 1509 OO 18 I 1486                 | Henryk VII Tudor ur. 28 I 1457 zm. 21 IV 1509 OO 18 I 1486                 | Elżbieta York (ur. 11 II 1466, zm. 11 II 1503)                      | Elżbieta York (ur. 11 II 1466, zm. 11 II 1503)                      |                                        |                                        |                                                                        |                                                                        |
|                                                       |                                                       |                                                                            |                                                                            |                                                                     |                                                                     |                                        |                                        |                                                                        |                                                                        |
|                                                       |                                                       |                                                                            |                                                                            |                                                                     |                                                                     |                                        |                                        |                                                                        |                                                                        |
|                                                       |                                                       |                                                                            |                                                                            |                                                                     |                                                                     |                                        |                                        |                                                                        |                                                                        |
| Artur, książę Walii ur. 20 IX 1486 zm. 2 IV 1502      | Artur, książę Walii ur. 20 IX 1486 zm. 2 IV 1502      | Małgorzata, królowa Szkocji, hrabina Angus ur. 28-29 XI 1489 zm. 18 X 1541 | Małgorzata, królowa Szkocji, hrabina Angus ur. 28-29 XI 1489 zm. 18 X 1541 | Henryk VIII, książę Yorku, król Anglii ur. 28 VI 1491 zm. 28 I 1547 | Henryk VIII, książę Yorku, król Anglii ur. 28 VI 1491 zm. 28 I 1547 | Elżbieta ur. 2 VII 1492 zm. 14 IX 1495 | Elżbieta ur. 2 VII 1492 zm. 14 IX 1495 | Maria, królowa Francji, księżna Suffolk ur. 28 III 1496 zm. 25 VI 1533 | Maria, królowa Francji, księżna Suffolk ur. 28 III 1496 zm. 25 VI 1533 |
|                                                       |                                                       |                                                                            |                                                                            |                                                                     |                                                                     |                                        |                                        |                                                                        |                                                                        |
| Edmund, książę Somerset ur. 21 II 1499 zm. 19 VI 1500 | Edmund, książę Somerset ur. 21 II 1499 zm. 19 VI 1500 | Edward ? ur. ? zm. ?                                                       | Edward ? ur. ? zm. ?                                                       | Katarzyna ur. 1 II 1503 zm. 2 II 1503                               | Katarzyna ur. 1 II 1503 zm. 2 II 1503                               |                                        |                                        |                                                                        |                                                                        |

## Elżbieta w literaturze
Elżbieta z Yorku jest tytułową bohaterką współczesnej sobie ballady The song of Lady Bessy, napisanej prawdopodobnie przez Humphreya Breretona z Cheshire oraz tragedii The English princess; or, The death of Richard the III Johna Carylla, wystawionej po raz pierwszy w 1667 r. w Duke of York's Theatre, a także powieści Philippy Gregory The White Princess.